# 조동종
조동종(曹洞宗)은 중국의 조동종과 일본의 조동종이 있다. 중국 불교에서 조동종은 임제종 · 위앙종 · 운문종 · 법안종과 더불어 선종 5가의 하나이다. 선종오가 중 가장 먼저 성립했으며, 가장 융성한 임제종에 이어 양대 종파이다. 소림사가 중심사찰이다. 일본 불교에서 조동종은 보화종 · 일본달마종 · 임제종 · 황벽종과 더불어 선종 계통의 종파의 하나로서, 2012년 기준으로도 일본 최대 종파이다.
중국의 조동종은 남종선의 시조인 6조 혜능(慧能: 638~713)의 제자인 행사(行思: ?~740)의 계통의 법손인 동산양개(洞山良价: 807~869)와 조산본적(曹山本寂: 839~901)의 두 선승을 종조(宗祖)로 한다. 이후 남송(南宋: 1127~1279) 초기에 조동종의 굉지정각(宏智正覺: 1091~1157)에 의해 묵묵히 앉아 있는 곳에 스스로 깨달음이 나타난다는 선풍(禪風)의 묵조선(默照禪)이 성립되었다.
일본의 조동종의 종조(宗祖)는 도겐(道元: 1200~1253)이다. 그는 1227년 송나라에 들어가 중국 조동종의 장옹여정(長翁如淨)의 법을 이어 묵조선을 계승하였고 1129년 귀국하여 일본에 조동종을 전파하였다.

## 일본의 조동종
일본의 조동종의 종조(宗祖)인 도겐(道元: 1200~1253)은 1227년 송나라에 들어가 중국 조동종의 선승인 장옹여정(長翁如淨)에게 가르침을 받았으며 그의 열반묘심(涅槃妙心)을 계승하였다. 그는 1229년 귀국하여 일본에 조동종을 전파하였다.
도겐은 묵조선을 수양하고 마음이 곧 부처라고 제창하였다. 따라서 도겐의 조동종에도 주관적 관념론의 철학사상이 분명히 드러나 있다. 그는 "심이란 일체의 법이요, 일체법이란 다만 일심(一心)인 것이다"라고 말하였으며, 또 "산하대지와 일월성신은 모두 심이다"라고 말하였다. 이를 통해 보면 그의 사상은 임제선(간화선)의 철학사상과 완전히 같다는 것을 알 수 있다.
선종은 일본에 전파되자 조정과 막부 장군들의 열렬한 지지를 받아 크게 흥성하였다. 그런데 조동종의 신도는 대부분이 하위층 농민들이었다. 이런 연유로 일본에서는 "조동의 농민, 임제의 장군"이란 말이 전해졌다.
선승들은 송나라를 자주 왕래하여 송대의 문화를 대량으로 받아들였으며, 일본의 불교사상에 큰 영향을 끼친 오산문학(五山文學)을 형성하였다.

## 같이 보기
- 선종
- 간화선
- 묵조선

## 참고 문헌
- 이 문서에는 다음커뮤니케이션(현 카카오)에서 GFDL 또는 CC-SA 라이선스로 배포한 글로벌 세계대백과사전의 내용을 기초로 작성된 글이 포함되어 있습니다.